# Lucius Annaeus Cornutus
 (février 2021).
Le contenu est difficilement compréhensible vu les erreurs de traduction, qui sont peut-être dues à l'utilisation d'un logiciel de traduction automatique.
Lucius Annaeus Cornutus  (en grec ancien: Ἀναίος Κορνοῦτος), Annâios Kornoûtos, est un stoïcien, romain né à Leptis Magna au Ier siècle après J.C. actif sous le règne de Néron vers 60 après J.C., lorsque sa maison à Rome était une école de philosophie.
Précepteur et ami de Perse, qui lui adresse sa 5e satire, il est exilé par Néron, à cause de la liberté avec laquelle il avait jugé ses vers.
On a de lui un traité intitulé Survol de la tradition théologique grecque, en grec ; il se trouve dans les Opuscula mythologica, de Thomas Gale, Cambridge, 1671, et a été publié à part par Friedrich Gotthilf Osann(Gœttingue, 1845), et plus récemment par I. Ramelli.

## Biographie
Lucius Annaeus Cornutus est un berbère originaire de Leptis Magna en Libye. Il appartient à la gens Annaea, dont est aussi originaire Lucius Annaeus Seneca, alias Sénèque, résidant à Rome pendant la majeure partie de son existence. Il est bien connu comme enseignant et ami de Perse, qui lui dédie la cinquième de ses Satires, ainsi que d'autres étudiants de haute culture, tels que Claudius Agatemerus. "Par Cornutus, Perse est présenté à Lucain, neveu de Sénèque et aussi disciple de Cornutus. À la mort de Perse, Cornutus rend l'argent laissé à la mère et à la sœur de Perse, acceptant plutôt la bibliothèque du poète, composée d'environ 700 rouleaux de papyrus. Il retravaille les Satires du poète décédé pour les faire publier, mais les donne à revoir au poète Césius Bassus, à la demande spécifique de ce dernier.
Parmi les Satires de Perse se trouvent des vers qui, comme le rapporte Suétone, attaquent Néron lui-même, qui est alors le prince régnant. Le pamphlet est formulé comme suit, d'après le témoignage de Marcus Valerius Probus (Vie de Perse) : cuius uersus in Neronem cum ita se haberet: "auriculas asini Mida rex habet", in eum modum a Cornuto, ipse tantummodo, est emendatus: "auriculas asini quis non habet ?" (« Comme son vers contre Néron se présentait ainsi : "le roi Midas a des oreilles d'âne", il fut amendé de cette manière seulement par Cornutus : "qui n'a pas des oreilles d'âne ?" ») Et ce, afin que l'on ne puisse pas supposer qu'il avait l'intention de se référer à Néron. Ce qui n'empêche pas néanmoins Cornutus d'être banni par Néron en 66 ou 68 apr. J.-C., le poète ayant indirectement dénigré le projet de l'empereur d'écrire l'histoire romaine dans un poème épique.

## Œuvres
L. Annaeus Cornutus est l'auteur de divers ouvrages rhétoriques en grec et en latin, tels que De figuris sententiarum ; grâce à Cassiodore, des extraits de son traité De enuntiatione vel orthographia nous sont parvenus. Un commentaire sur Virgile est fréquemment cité par Servius, mais les tragédies mentionnées par Suétone ont été perdues.
Cornutus a écrit un travail sur la rhétorique et un commentaire sur les catégories d'Aristote (Περὶ τῶν κατηγοριῶν κατὰ Ἀριστοτέλην) dont la philosophie est attaquée par lui avec son ami stoïcien Athénodore. Il a également écrit un ouvrage intitulé De la propriété (en grec: Περὶ τῶν κτήσεων), mais son œuvre la plus importante reste le Compendium de la théologie grecque.

### Compendium de théologie grecque
Le traité philosophique Theologiae Graecae compendium (le "Compendium de la théologie grecque", le titre grec reste incertain) est un manuel de "mythologie populaire telle que définie dans l'interprétation étymologique et symbolique des stoïciens". Ce premier exemple de traité éducatif romain fournit un compte rendu de la mythologie grecque basé sur des lectures étymologiques extrêmement élaborées. Cornutus a tenté de récupérer les croyances originales que les peuples primitifs avaient du monde en examinant les noms et titres attribués à leurs dieux. Le résultat paraît étrange aux yeux des lecteurs actuels, avec de nombreuses étymologies forcées, comme on peut le déduire du paragraphe d'ouverture, où Cornutus décrit le ciel (Uranus = Ouranos):
« Uranus, mon garçon, embrasse toute la terre et la mer et tout ce qui est en eux. Il en tire son nom, étant la "limite supérieure" de toutes choses [οὖρος ὢν ἄνω] et de la nature et la limite (horizon) de la nature [καὶ ὁρίζων τὴν φύσιν]. Certains disent cependant qu'elle s'appelle Uranus [οὐρανός], pour le fait de "s'occuper" [ὠρεῖν] ou de "prendre soin" [ὠρεύειν] des choses, et comme il protège, il est aussi appelé "le Gardien" [θυρωρός] et "le soin attentif" [τὸ πολυωρεῖν]. D'autres encore tirent leur étymologie d'"être vu en haut" [ὁρᾶσθαι ἄνω]. Avec tout ce qu'il embrasse, il est appelé cosmos [κόσμος] du fait qu'il est "si bien organisé" [κάλλιστα διακεκοσμῆσθαι] ».
Le livre continue dans une veine similaire, passant de dieux tels que Zeus, Héra, Cronos et Poséidon, aux Furies, aux Parques grecques (ou Moires), aux Muses et aux Grâces. Tout le travail est imprégné d'un fort courant de physique stoïcienne.
On nous dit que le monde a une âme qui la préserve, appelée Zeus, qui reste au ciel, dont la substance est ardente. Zeus est le pouvoir qui imprègne tout et qui attribue le destin à chaque personne. Les dieux nous ont donné la raison (logos), dont le fonctionnement n'est pas mauvais, mais fait partie intégrante de la raison divine de l'univers :
« L'Océan (Ὠκεανὸς) est "le logos qui glisse rapidement" [ὁ ὠκέως νεόμενος λόγος] et change constamment, tandis que Téthys est la stabilité des qualités. C'est à partir de leur mélange et de leur amalgame que les choses existent se développent ; et rien n'existerait si l'un des deux sans mélange avait pris le dessus sur l'autre. »

### Œuvres de Cornutus
- Abrégé des traditions relatives à la théologie grecque (Ier s.), trad. G. Rocca-Serra, thèse, Paris, 1988.

### Études sur Cornutus
- Guillaume Rocca-Serra, « Exégèse allégorique et idéologie impériale : l’Abrégé de Cornutus », in Neronia 1977. Actes du IIe colloque de la SIEN (Clermont-Ferrand, 27-28 mai 1977), édités par Jean-Michel Croisille et Pierre-Maurice Fauchère (« Publications du Centre de recherches sur les civilisations antiques, Université de Clermont II »), Clermont-Ferrand, Adosa, 1982, p. 61 et suiv.
- Pedro-Pablo Fuentes Gonzalez, « Cornutus », in Dictionnaire des philosophes antiques, t. II, CNRS, 1994, p. 460-473. en ligne
- Jordi Pià, « De La nature des dieux de Cicéron à l' Abrégé de Cornutus. Une nouvelle représentation des élites dans la réflexion théologique »[réf. incomplète]
- Jordi Pià, Philosophie et religion dans le stoïcisme impérial romain. Étude de quelques cas : Cornutus, Perse, Épictète et Marc-Aurèle, thèse, Paris, Sorbonne, 2012.

## Source
Cet article comprend des extraits du Dictionnaire Bouillet. Il est possible de supprimer cette indication, si le texte reflète le savoir actuel sur ce thème, si les sources sont citées, s'il satisfait aux exigences linguistiques actuelles et s'il ne contient pas de propos qui vont à l'encontre des règles de neutralité de Wikipédia.